# Helmut Bley
Helmut Bley (né le 26 février 1935 à Hambourg) est un historien allemand, professeur émérite d'histoire moderne et d'histoire africaine au séminaire d'histoire de l'université Leibniz de Hanovre.

## Biographie
Bley a étudié les sciences de l'éducation et l'histoire à l'université de Hambourg de 1954 à 1957 et a obtenu son diplôme avec le premier examen d'enseignement pour l'école primaire. Après des études complémentaires en histoire, en sciences de l'éducation et en droit public, il obtient son doctorat en 1965. De 1961 à 1965, il est assistant scientifique au séminaire d'histoire de l'université de Hambourg et, de 1968 à 1975, il est conseiller académique, encadrant des étudiants du Tiers monde à la Faculté de Philosophie. Dans l'opposition extraparlementaire (APO) de Hambourg, il appartient à un cercle de jeunes historiens de gauche (dont Imanuel Geiss, Volker Ullrich), où s'éveille son intérêt pour l'histoire africaine,. De 1970 à 1972, il a été conférencier invité à l'université de Dar es Salam, Tanzanie. En 1976, il est nommé professeur titulaire (C4) d'histoire moderne et africaine à l'université de Hanovre, poste qu'il occupera jusqu'en 2003.
En 1967, Bley a été appelé comme expert Afrique par le tribunal de district de Hambourg lors du renversement du monument Hermann von Wissmann par l'aile gauche étudiants a été négociée, entre autres par des étudiants de gauche, contre l'auteur ultérieur Peter Schütt,.
En avril 2021, lors d'un événement du SPD, il a résisté à la tentative de ne plus autoriser les déclarations ou les scientifiques à faire partie d'une discussion en raison de politique identitaire douteuse.

## Publications notables

### Histoire de l'Afrique
- (de) Kolonialherrschaft und Sozialstruktur in Deutsch-Südwestafrika 1894-1914, Hambourg, 1968.
- (de) Namibia under German Rule, vol. 2, Hambourg/Windhoek, 1971.
- (de) Afrika und Bonn. Versäumnisse und Zwänge deutscher Afrika-Politik, Hambourg, 1978.
- (de) Sklaverei in Afrika, Pfaffenweiler, 1991 (ISBN 978-3890853949).
- (de) « Die Großregionen Afrikas oder die Grenzen des Autochthonen », Periplus, Jahrbuch für Außereuropäische Geschichte,‎ 1994, p. 1–15.
- (de) Migration und Ethnizität im sozialen, politischen und ökologischen Kontext: Die Mijikenda in Kenya 17.-19.Jh, Osnabrück, 1996, p. 305–328.
- (de) Sozialgeschichtliche Bedingungen von Konversion in Afrika 1750-1980, Göttingen, 1998.
- (de) Überleben in Kriegen in Afrika, Comparativ, 1998.
- (de) « Dekolonisation, eine Zeitenwende? », Afrikanische Beziehungen, Netzwerke und Räume, Hambourg,‎ 2001 (ISBN 978-3825857059).
- (de) « Deutsche Kolonialkriege in Afrika 1904-1918, eine Interpretation », Mit Zauberwasser gegen Gewehrkugeln. Der Maji-Maji-Aufstand im ehemaligen Deutsch-Ostafrika vor 100 Jahren, Francfort,‎ 2006 (ISBN 978-3874765084).
- (de) Afrika, Welten und Geschichten aus 300 Jahren, De Gruyter, 2021 (ISBN 9783110449457).

### Empire allemand et Première Guerre mondiale
- (de) Bebel und die Strategie der Kriegsverhütung 1904-1913, Göttingen, 1976.
- (en) The World During the First World War, Essen, 2014.
- (en) Der Traum vom Reich? Rechtsradikalismus als Antwort auf gescheiterte Illusionen im Deutschen Kaiserreich 1900–1918, Francfort, Phantasiereiche, 2003.
- (de) Deutschland zwischen Kabinettskrieg und Wirtschaftskrieg. Politik und Kriegführung in den Ersten Monaten des Weltkrieges 1914, vol. 199, Historische Zeitschrift, 1964, p. 347–458.
- (de) Die ‚Zentralorganisation für einen Dauernden Frieden‘ und die Mittelmächte. Ein Beitrag zur politischen Tätigkeit von Rudolf Laun im ersten Weltkrieg, Hambourg, Festschrift für Rudolf Laun, 1962, p. 448–512.

### Histoire du système mondial
- (de) Studien zur Afrikanischen Geschichte (avec plus de 30 volumes), LIT-Verlag.
- (de) Globale Interaktion für die Enzyklopädie der Neuzeit, Metzler Stuttgart 2005–2013[7].
  - Plus de 20 articles', e.g. World System Theory, Global Violence, World Metropolises, Atlantic World, British Empire, Series on the African Worlds, Free Trade Imperialism.
- (en) « Wallerstein’s Analysis of the Modern World System Revisited: The Regional Perspective - The Case of (West)Afrika », Die Welt querdenken, Festschrift für Hans-Heinrich Nolte, Francfort,‎ 2003, p. 95–106 (ISBN 978-3631393741).
- (de) « Afrika in den weltwirtschaftlichen Krisenperioden des 20. Jahrhunderts », Von der Weltwirtschaftskrise zur Globalisierungskrise 1929–1999, Vienne,‎ 1999.
- (de) « Probleme der Periodisierung am Beispiel Afrikas im Kontext der Weltgeschichte. Ein Essay », Europa und die Welt in der Geschichte, Bochum,‎ 2004.
- (de) « Das 20. Jahrhundert aus der Sicht eines Afrika-Historikers », Zeitschrift für Weltgeschichte, vol. 10,‎ 2009.
- (de) « Anmerkungen zu den historischen Krisen des Kapitalismus », Krisen ohne Ende, Hanovre,‎ 2009.
- (de) « Die Befangenheit in der eigenen Geschichte macht die übrige Welt fremder, als sie ist », Loccumer Protokolle,‎ novembre 1997.
- (de) Die Weltwirtschaftskrise der dreißiger Jahre in der Dritten Welt, Arbeitsbericht Dritte Welt, Hanovre, 1986.
- (de) « Die Eigendynamik der Gesellschaften in der Welt unter dem Einfluss von Kapitalismus und Kolonialismus », spw – Zeitschrift für sozialistische Politik und Wirtschaft, no 249,‎ 2022.

## Projets financés par des tiers
Financé par DFG,  Volkswagenstiftung et GTZ.
DFG
- (de) Die Weltwirtschaftskrise in Afrika', étude sur le Zimbabwe, le Nigeria et le Transkei : Wolfgang Döpcke, Katja Füllberg-Stolberg, Uta Lehmann-Grube.
- (de) Focus : Militante Konflikte in der Dritten Welt, Kriegsfolgen und Kriegsbewältigung in Afrika nach 1945 : Harneit-Sievers : Nigeria, Frank Schubert : Ouganda, Gesine Krüger : Namibie, Gerhard Liesegang : Mozambique.
- (de) Zu einer Alltags- und Sozialgeschichte des Schreibens und der Schriftlichkeit in Südafrika, 1890–1930 : Gesine Krüger.
- (de) Exilerfahrung des ANC von Südafrika : Hans-Georg Schleicher[8].
- (de) Gewaltverbrechen im südlichen Afrika : Le Cap, Johannesbourg et Salisbury, 1890–1947 : Bob Turrell.

Volkswagenstiftung
- (de) Die Afrikapolitik der Deutschen Demokratischen Republik und der Bundesrepublik Deutschland 1955–1990 - Ulf Engel : Bundesrepublik, Hans-Georg Schleicher et Inga Rost : République démocratique allemande.
- (de) Flucht und Exil in Afrika nach 1967: zur Reaktion internationaler Hilfsorganisationen; Fluchtbewegungen, verdeutlicht am ostafrikanischen Beispiel - Thorsten Meier und Freya Grünhagen.
- (de) Freiwillige Repatriierung von Flüchtlingen in Afrika: eine komparative Untersuchung. Fallstudien Eritrea und Mozambique - Thorsten Meier und Freya Grünhagen.
- (de) Kämpfer nach einem langen Krieg, Demobilisierung in Eritrea. Eine historische Untersuchung zur Sozialgeschichte des Krieges und zum Prozess der Transformation von Konfliktpotentialen - Hartmut Quehl.